# Норбю, Сёрен
Сёрен Норбю (дат. Søren Norby) — воин, моряк, лорд замка в городе Виборге (Дания). Военачальник выдающейся репутации, благодаря своей отваге и храбрости. Датский адмирал, правил островом Готландом как лорд графства с 1517 по 1525 год. Официальный владелец Финляндии в 1522–1523 годах, но потерявший большинство приобретений после свержения Кристиана II с датского трона.

## Биография
Сёрен Норбю родился ориентировочно в 1480 году, в роду низшего дворянства (с XIV века, с гербом) на острове Фюн, Дания . 

## Датско-шведская война (1501—1512)
Первое упоминание о нем относится к  1504 году, когда он был моряком шведского регента Сванте Нильсона Стуре, во время посещения Финляндии.
Сёрен Норбю находился на службе датского короля Ханса, первого датского правителя установившего политические взаимоотношения с Россией в 1493 году.
В 1507 году Сёрен Норбю занял замок Кастельхольм на Аландских островах, в этой операции он командовал девятью кораблями датского флота 
В 1509 году он опустошил побережье Финляндии.
В последующие годы он успешно сражался против вооруженных сил Швеции и свободного города Любек, как на суше, так и на море, значительно способствовал в победе Дании и заключении мира 1512 года с городами Ганзы.

## Борьба за независимость Швеции
В 1515–1517 годах он был капитаном в Исландии. События в Швеции, связанные с восстанием Стена Стуре Младшего провозгласившего себя регентом Швеции и убившего избранного регента Эрика Тролле, а в 1517 году посадившего архиепископа Уппсальского (всей Швеции) Густава Тролле, поддерживающего датчан, в заточение, за что папа римский Лев Х отлучил Стена Стуре Младшего от католической церкви, вынудили короля Швеции и Норвегии Кристиана II вмешаться и закрепить престол Швеции за своим родом, чтобы сохранить датскую Кальмарскую унию, существовавшую более 120 лет, в противовес немецкому Ганзейскому союзу. Сёрен Норбю поддержал его и отправился в поход 1517 года против самоназванного регента Швеции. Сёрен Норбю принял командование частью датского флота и в том же 1517 году король Дании и Норвегии Кристиан II назначил его адмиралом флота и передал в наследственное земельное право остров Готланд, присвоив ему как вассалу датского короля звание лорда .
Поскольку война против шведского регента Стена Стуре Младшего продолжалась три года, флот Сёрена Норбю в 1519 захватил остров Эланд, возле города Кальмар, и в 1520 устроил осаду Стокгольма. Параллельно с этим, 19 января 1520 года, на суше Отте Крумпен сразился с армией Стена Стуре Младшего на озере Осунден (озеро, Вестра-Гёталанд) и разбил армию шведов, после чего регент Швеции скончался от полученных ран. Кратковременно борьбу с Данией попыталась продолжить молодая вдова Христина, но к сентябрю 1520 сопротивление было подавлено.
На торжественной коронации Кристиана II в Стокгольме, который стал королем Дании, Норвегии и Швеции, Сёрен Норбю был посвящен в рыцари, одновременно с Отте Крумпеном. В этот же период Кристиан II провел тайную операцию, известную в истории как Стокгольмская кровавая баня, когда были захвачены шведские дворяне, способные оказать сопротивление (было убито порядка 100 человек) , и хотя Сёрен Норбю принимал активное участие в этой операции по приказу короля, но легенда гласит, что часть шведов была укрыта на корабле Сёрена Норбю и спаслась от казни 
С 1520 года у шведов появился новый лидер в борьбе за независимость, сын одного из казнённых дворян, которого поддержал Ганзейский союз, направляющий это движение против Кальмарской унии. С 1521 года против Кристиана II выступил Густав Эрикссон, соответственно, Сёрену Норбю пришлось участвовать в этом конфликте, и он был назначен губернатором округа Кальмар, острова Эланда, острова Готланда и дополнительно к уже имеющимся владениям - губернатором епископского замка Куусисто в столице Финляндии, к этому времени находящийся в пике своего фортификационного состояния. Второй замок, гражданской власти, в городе Турку осаждала армия мятежников. Комендант замка в Турку датчанин Томас Лебе фин. Tuomas-junkeri держал оборону, в том числе, в январе 1522 по приказу короля Кристофера II он казнил всех шведов и финнов в замке. Сёрен Норбю не стал долго ждать и для начала в 1521 году покорил для датчан Аландские острова, убив всех борцов за независимость, а весной 1522 года занял город Турку в Финляндии и летом - замок Куусисто на одноименном острове, примерно в 12 км от Турку швед. Åbo. Епископу Туркскому (всей Финляндии) Арвиду Курки пришлось срочно скрыться (его корабль разбился о скалы). Сражения велись в разных частях Швеции и Финляндии.
Армия Сёрена Норбю, на службе короля, была напополненна наемниками из разных стран, в том числе и Финляндии, и быстро заняла всю Финляндию, держа её в оккупации  Параллельно с этим войска Сёрена Норбю освободили Стокгольм от осады борцов за независимость, которых становилось всё больше. В сентябре 1522 года Кристиан II официально передал Сёрену Норбю всю Финляндию в качестве личного феодального владения. Шведское графство Выборг с замком, оставалось вне полномочий Сёрена Норбю.
Король Дании, Норвегии и Швеции Кристиан II был свергнут с престола в 1523 году, а его сторонники потерпели поражение по всей Дании и Швеции, новым королём Швеции стал мятежный противник Густав I Ваза, королём Дании и Норвегии стал Фридрих I.

## Годы невзгод, послевоенные
Сёрен Норбю без своего короля, осенью 1523 года, был вынужден отступить из Финляндии, он вернулся на остров Готланд 
В связи с тем, что Сорен Норби не смирился со свержением Кристиана II, который уехал к тестю в Германию, собираясь побороться за свое королевство, и оставался верен ему, шведский король Густав I Ваза в мае 1524 года привел свою армию на Готланд, намереваясь забрать остров себе, но Сёрен Норбю, предварительно вступив в переписку с королем Фридрихом I, объявил, что признает законность датского короля и является его вассалом. Учитывая одинаковую численность армий с обеих сторон и избегая новой войны с Данией, стороны договорились, что Сёрен Норбю будет править Готландом до своей смерти. После обсуждения принадлежности острова Готланд между Швецией, Данией и независимым городом Любек (Ганза), стороны решили, что шведы уйдут с острова и что Сёрен Норбю передаст его Дании в обмен на финансовую компенсацию. Шведы ушли, но Сёрен Норбю нарушил соглашение и остался контролировать остров, который являлся одним из ключевых портов в Ганзейском союзе, тогда как Кальмарская уния перестала существовать после отделения Швеции . Сёрен Норбю планировал различные варианты, вплоть до того, чтобы стать регентом Швеции, он поддерживал недовольных и весной 1525 года высадился в Блекинге (Швеция), чтобы поддержать вспыхнувшее там восстание, а затем двинулся в Сконе, однако восстание было подавлено: армия под командованием датчанина Юхана Ранцау разбила войска Сёрена Норбю, а флот Ганзы уничтожил его флот и занял Готланд 
В июне 1525 года Сёрен Норбю пытался переуступить права на Готланд в обмен на замок Сёльвесборг в Блекинге, но, столкнувшись с неудачами, в августе 1526 года отправился в Россию в поисках нового сильного союзника. Он прибыл в Москву в октябре 1526 года и встретился с великим князем Василием III , который, ещё в 1519 получил от Кристиана II просьбу о укрытии своих людей, в случае необходимости, что отражено в документе N26,29,30,31 Датского архива и Василий III сам не принимая участия в шведско-датском конфликте, запретил Сёрену Норбю уезжать и держал его у себя при дворе до весны 1528 года. После чего, Сёрен Норбю, как вассал своего короля, отправился к сосланному Кристиану II в Нидерланды и согласился вступить в армию короля Германии Карла V Габсбурга, который успешно подчинял себе Италию и оставался только один противник - Флорентийская республика. Сёрен Норбю участвовал в осаде Флоренции с имперскими войсками в 1530 году и погиб от попадания прямо в него пушечного ядра. Взятие Флоренции произошло 12 августа 1530 
Похоронен Сёрен Норбю в монастыре за стенами Флоренции.

## Интересный факт
- На острове Готланд был свой монетный двор и выпускались монеты "Соверин Норбю", чтобы платить людям жалование, когда он оказался в изоляции (с 1524)[2]

- Некоторые исторические источники утверждают, что Сёрен Норбю был капером и захватывал корабли Ганзейского союза в Балтийском море. Каперское свидетельство от 1510 года выдано королем Дании и Норвегии Христианом I Датским. В 1518 свидетельство было продлено, что давало возможность нападать не только на военные суда, но и на торговые суда противника Дании [3]

- За успехи в войне он был награжден монастырем Бёрринге в Сконе [2]

- Ему было пожаловано владение Харальдсборг около Роскилле [2]

- В 1514 году король Дании и Норвегии Кристиан II отправлял его командовать флотом Карла II Бургундского против Гельдерна [2]

- В 1515 ему было даровано сеньорство в Исландии [2]

- В 1517 ему был дарован город Висборг на острове Готланд, который был передан пожизненно в обмен на монастырь Бёрринге и Харральдсборг [2]

- В 1519 он захватил Боргхольм на острове Эланд [2]

- В 1520 ему пожаловали замок в городе Кальмар [2]

- В 1521 его планировали отправить в Гренландию для поиска новых путей в Вест-Индию (помимо контролируемых Ганзой) но война помешала планам [2] [3]

- В 1521 ему пожаловали Финляндию[3] и Норрботтен [2]

- Он, единственный из всех вассалов, остался верен королю Кристиану II после свержения с престола [2][3], как и хорошее отношение к Кристиану II Великого князя Владимирского и Московского Василия III, отца Ивана IV Грозного, переписка с которым по поводу Сёрена Норбю продолжалась и после изгнания